# Belgische wetgevende verkiezingen 1852
Gedeeltelijke verkiezingen voor de Kamer van Volksvertegenwoordigers vonden plaats in België op dinsdag 8 juni 1852. De 54 zetels in de provincies Oost-Vlaanderen, Henegouwen, Luik en Limburg werden herverkozen.
De liberalen leden een nederlaag bij deze verkiezingen; ze verloren 12 zetels aan de katholieken.
In Gent won de liberale lijst de 7 zetels. Drie van hen, Josse Delehaye, Henri t'Kint de Roodenbeke en Edmond Van Grootven, kwamen evenwel zowel op de liberale als conservatieve lijst op.

## Verkozenen
- Kamer van volksvertegenwoordigers (samenstelling 1852-1856)